# Departamento de Horticultura y Diseño Paisajista de la Universidad Temple
El Departamento de Horticultura y Diseño Paisajista de la Universidad Temple en inglés: Temple University, Department of Horticulture and Landscape Design, es un jardín botánico, arboreto y centro de Horticultura de 187 acres (757,000 m²), en el campus de la Universidad Temple en Ambler, Pensilvania. 
El código de identificación del Temple University, Department of Horticulture and Landscape Design como miembro del "Botanic Gardens Conservation Internacional" (BGCI), así como las siglas de su herbario es TUAP.

## Localización
Temple University, Department of Horticulture and Landscape Design 580 Meeting House Road, Ambler, Montgomery county Pensilvania PA 19002 Unites States of America-Estados Unidos de América
Planos y vistas satelitales40°9′56.9″N 75°11′42.54″O / 40.165806, -75.1951500.
Está abierto a diario al público sin cargo.

## Historia
En 1910 con la ayuda financiera de varios amigos, Jane Bowne Haines, graduada por el « Bryn Mawr College » , compró una zona de 71 acres de tierras de labor de granjas de Ambler y fundó en este lugar la « Pennsylvania School of Horticulture for Women », escuela de horticultura exclusivamente para mujeres. La escuela era la primera de su clase en el estado. Bowne Haines había visitado varias instituciones de horticultura en Inglaterra en 1905, y reconoció que la horticultura debía de ocupar también un lugar en la educación americana.
Bajo la dirección de Louise Carter Bush-Brown, que llegó en 1924, la escuela comenzó a prosperar. Junto con el incremento de las inscripciones y el establecimiento de programas de grado intercambiables, ella también amplió la diversidad cultural de la escuela atrayendo a mujeres de Japón, de Australia, y de República Federal de Alemania. Un dormitorio fue construido en el campus en 1929, seguido por una biblioteca en 1951. James Bush-Brown, el marido de la directora y un miembro de la facultad de la escuela durante los años 20 y los años 30, diseñaron los jardines formales, la actual pieza central del campus. 
En 1958, la « Pennsylvania School of Horticulture for Women » aceptó una oferta de la Universidad Temple para fusionarse con el ya establecido « Ambler Junior College » . El 16 de junio de 1958, la fusión fue aprobada formalmente y se creó el « Ambler Junior College of Temple University », e inmediatamente se puso a disposición también de los hombres. En 1961, se acentúa la relación con el campus de la Universidad Temple, la junta de administración le cambió el nombre a « The Ambler Campus of Temple University ». 
Los incrementos de infraestructuras del campus, programas y servicios continuaron en las décadas de 1970, 1980 y actualmente. En 1978 abrió sus puertas el « Widener Hall » para albergar los servicios de inscripciones, y el « Dixon Hall » con los laboratorios nuevos de ciencias y las nuevas aulas de clase en 1983. 
En marzo del 2000, fue designado oficialmente el campus como un arboretum por la junta de administradores de la universidad. El « Center for Sustainable Communities » (Centro para las Comunidades Sostenibles) fue creado poco después en julio del 2000. El centro sirve como recurso local y regional que facilite el desarrollo de soluciones de colaboración en el planeamiento y gerencia del uso de la tierra, protección del medio ambiente, restauración ecológica, y revitalización de la comunidad con la educación e iniciativas de asesoramiento.

## Colecciones
El campus de la Universidad, representa una mezcla única de paisajes naturales y diseñados. Los jardines sirven como laboratorios en los que se aprende al aire libre y como fuente de inspiración para el campus y las comunidades locales.
Hay varios jardines constituidos como partes expositivas de las plantas, son de destacar : 
- « Formal Perennial Garden » (Jardín Formal de Plantas Perennes), esta es el primer jardín histórico del campus. Diseñado por James Bush-Brown y Beatrix Farrand, el gran espacio formal está contenido por un seto de árboles vivos que sirve como frontera de arriates de plantas perennes dispuestas en estilo inglés. Stephanie Cohen y Rudolph Keller dirigieron una restauración reciente del jardín en 1998. El punto focal en el extremo del jardín es una fuente flanqueada por pérgolas gemelas de Farrand y las casas del jardín.
- « Louise Stine Fisher Garden », con lechos florales levantados, árboles de hoja perenne enanos y aceres japoneses en un espacio reservado, íntimo, donde los estudiantes pueden estudiar las numerosas plantas enanas maduras. Esta área fue dedicada a G. Louise Stine Fisher, la decana de las mujeres y profesora querida de la “Pennsylvania School of Horticulture for Women”. Su especialidad eran las plantas ornamentales leñosas.
- « Woodland Gardens » (Jardín del Bosque), anteriormente un prado abierto, esta área fue reforestada originalmente durante la década de 1920 por las estudiantes y el personal de la escuela de la horticultura para las mujeres. Un ejemplo de diseño de jardín natural, digno de ser visitado en primavera cuando florecen una infinidad de bulbos junto a una gran variedad de flores silvestre. En el verano el colorido de las hayas, los sicomoros, los tuliperos, y los rhododendron.
- « Ground Cover Garden » (Jardín de Suelo Cubierto), en este jardín se exhiben plantas de sombra leñosas y herbáceas, dispuestas en un jardín formal con diseño de formas curvas en vez de los ángulos imperantes en los jardines formales de su época. Diseñado por los estudiantes del año escolar 1993-1994.
- « Class of 1990 Courtyard » (Patio de la Clase de 1990), Este patio-jardín fue diseñado y construido en 1990 por los estudiantes del departamento de arquitectura paisajista y horticultura, con la dirección de laos profesores de la facultad. El pavimento es poroso, característica de diseño que facilita la recarga del agua de lluvia. Las técnicas de la construcción fueron diseñadas para reducir al mínimo el impacto de las raíces que existían de los árboles. Actualmente se utiliza como zona al aire libre para el reláx y el estudio.
- « Herb Garden » (Jardín de Hierbas), este es un jardín de plantas de uso en la cocina, para tintes, plantas medicinales, y plantas aromáticas fue construido por los estudiantes en 1992.
- « Formal Native Plant Garden » (Jardín Formal de Plantas Nativas), este jardín fue rediseñado en 1995 para exhibir las plantas nativas de una manera formal, con una alameda central flanqueada con arriates de plantas perennes nativas. Los senderos de piedra roja permiten la infiltración del agua de lluvia, proporcionando humedad extra al suelo y reduciendo su salida.
- « Sustainable Wetland Garden » (Jardín Sostenible del Humedal), este jardín fue diseñado y construido en 1998 por estudiantes del tercer año de estudio de Diseño y Construcción demostrando de modo práctico varios principios del diseño sostenible. Las piedras que pavimentan son de cristal reciclado, el uso de energía solar y la filtración biológica de la recogida de las aguas de lluvia de la azotea y del campus son algunas de las características. La pérgola de madera era una de las características que fueron premiadas en el “Philadelphia Flower Show” del año 1997.
- « Philip R. and Barbara F. Albright Winter Garden », diseñado por la arquitecta paisajista Mara Baird, este jardín alberga plantas de temporada de finales del otoño, de principio de primavera, o bayas de invierno.
- « Colibraro Conifer Collection » (Colección de Coníferas Colibraro), patrocinada por Michael Colibraro del vivero Colibraro Landscape and Nursery, Inc., este jardín incluye una colección de coníferas enanas, con diferentes formas de una misma especie de conífera para contrastar.
- « All-America Select Display Garden » (Jardín de Exhibición del All-America Selections), exhibición de plantas anuales enfocada a los dueños de un jardín y a otros miembros de la Comunidad que podrán adquirir semillas para plantar en sus propios jardines.
- « Research Trial Garden » (Jardín de Pruebas e Investigaciones), se encuentra dentro de un cercado para mantener a raya a los ciervos, donde los estudiantes de la facultad, y el personal de horticultura cultivan plantas para la investigación. Está considerado como “National Boxwood Trial Garden”, un jardín de ensayo de plantas leñosas a nivel nacional y se encuentra situado dentro de este jardín, con berzas, rosas, árboles, y otras plantas que se evalúan en esta área.
- « PECO Green Roof Garden » (Jardín Azotea Verde PECO), este jardín fue patrocinado por “PECO”, una rama filial de la Exelon Corporation, está basado en el proyecto ganador de la “Philadelphia Flower Show” del año 2002. La azotea verde, se instaló encima de la cubierta del “Ambler Intercollegiate Athletic Fieldhouse”, para evaluar qué plantas pueden sobrevivir y prosperar en las azoteas similares de la región noreste de los Estados Unidos.
- « Healing Garden » (Jardín Curativo) , un área contemplativa en proceso de ejecución por la facultad y por los estudiantes como resultado de la exposición “Nature Nurtures” (Naturaleza Consolidada), del “Philadelphia Flower Show” del año 2006. Este jardín cuando esté concluido, también servirá como monumento a Ernesta Ballard, mujer pionera para la Universidad Temple de Ambler y para la sociedad hortícola de Pensilvania. Incluirá un laberinto central y plantas predominantemente nativas.

Entre los géneros de sus colecciones especiales son de destacar :
- Acer, con 10 spp., y 10 taxones
- Chamaecyparis, con 7 spp., 7 taxones,
- Cornus con 8 spp., 8 taxones,
- Cotoneaster con 9 spp., 9 taxones,
- Ilex con 19 spp., 19 taxones,
- Juniperus con 11 taxones,
- Lonicera con 4 spp., 5 taxones,
- Malus, con 7 taxones,
- Picea, con 6 spp., 7 taxones,
- Pinus, con 13 spp., 15 taxones,
- Prunus,